# Нефёдьев, Александр Алексеевич
Алекса́ндр Алексе́евич Нефёдьев (11 сентября 1922, Нижний Шкафт, Городищенский уезд, Пензенская губерния, РСФСР — 25 декабря 2002, Йошкар-Ола, Марий Эл, Россия) — советский лесовод. Первый заместитель министра лесного хозяйства (1973—1982), главный лесничий Марийской АССР (1953—1982). Заслуженный лесовод РСФСР (1965). Участник Великой Отечественной войны.

## Биография
Родился 11 сентября 1922 года в деревне Нижний Шкафт ныне Никольского района Пензенской области в семье учителей. 
В октябре 1940 года призван в РККА. Участник Великой Отечественной войны: командир отделения топовычислительного взвода 39 отдельной роты связи артиллерийского полка 3 дивизиона, сержант. Демобилизовался из армии в ноябре 1946 года в звании лейтенанта. Награждён орденом Отечественной войны I степени и медалями, в том числе медалями «За отвагу» и «За боевые заслуги».
С 1963 года — заместитель начальника, с 1965 года — начальник комбината «Марилес».
С 1966 года — заместитель министра, в 1973—1982 годах — первый заместитель министра лесного хозяйства Марийской АССР. В 1953—1982 годах был главным лесничим МАССР. Один из руководителей работ по восстановлению гарей 1972 года в Марийской республике.
В 1965 году ему присвоено почётное звание «Заслуженный лесовод РСФСР». Награждён орденом «Знак Почёта» и медалями. 
Скончался 25 декабря 2002 года в Йошкар-Оле.

## Звания и награды

### Трудовые
- Заслуженный лесовод РСФСР (1965)[1][2]
- Орден «Знак Почёта» (1966)[1][2]
- Медаль «В ознаменование 100-летия со дня рождения Владимира Ильича Ленина» (1970)

### Боевые
- Орден Отечественной войны I степени (06.04.1985)[7][8]
- Медаль «За отвагу» (СССР) (22.08.1943)[9]
- Медаль «За боевые заслуги» (11.11.1943)[10]